# Cantón de Levier
El cantón de Levier era una división administrativa francesa, que estaba situada en el departamento de Doubs y la región de Franco Condado.

## Composición
El cantón estaba formado por quince comunas:
- Arc-sous-Montenot
- Bians-les-Usiers
- Boujailles
- Bulle
- Chapelle-d'Huin
- Courvières
- Dompierre-les-Tilleuls
- Évillers
- Frasne
- Goux-les-Usiers
- Levier
- Septfontaines
- Sombacour
- Villeneuve-d'Amont
- Villers-sous-Chalamont

## Supresión del cantón de Levier
En aplicación del Decreto n.º 2014-240 de 25 de febrero de 2014, el cantón de Levier fue suprimido el 22 de marzo de 2015 y sus 15 comunas pasaron a formar parte; diez del nuevo cantón de Frasne y cinco del nuevo cantón de Ornan.